# モンゴメリー・ジェントリー
モンゴメリー・ジェントリー (Montgomery Gentry ) は、アメリカ合衆国のカントリー・ミュージック・デュオ。ケンタッキー州出身のエディ・モンゴメリーとトロイ・ジェントリーで構成される。1990年代、モンゴメリーの弟ジョン・マイケル・モンゴメリーと共に2つのバンドで活動した。1994年、ジェントリーはタレント・コンテストで優勝したがソロでデビューすることができず、1999年、エディ・モンゴメリーと共にモンゴメリー・ジェントリーを結成した。サザン・ロックの影響を受けていることで知られ、チャーリー・ダニエルズ、トビー・キース、ファイブ・フォー・ファイティングやオールマン・ブラザーズ・バンドのメンバーとコラボレートしている。
コロムビア・レコードのナッシュビル部門から『Tattoos & Scars 』(1999年)、『Carrying On 』(2001年)、『My Town 』(2002年)、『You Do Your Thing 』(2004年)、『Some People Change 』(2006年)、『Back When I Knew It All 』(2008年)の6枚のスタジオ・アルバムおよびベスト盤を発表している。これらのアルバムには第1位となった『If You Ever Stop Loving Me 』、『Something to Be Proud Of 』、『Lucky Man 』、『Back When I Knew It All 』、『Roll with Me 』を含む20曲以上のチャート入りした曲が収録されている。2005年、最も多く演奏され、第3位となった『Gone 』を含み、カントリー・チャートで10位以内に入った曲がさらに10曲ある。『Tattoos & Scars 』、『My Town 』、『You Do Your Thing 』はアメリカレコード協会よりプラチナ認定された。1999年、アメリカン・ミュージック・アワードのFavorite New Artist—Country を受賞した。2000年、ACMアワード、CMAアワードの双方でDuo of the Year を受賞し、以降毎年双方にノミネートされている。2009年、グランド・オール・オープリーのメンバーとなった。
アルバム『Freedom 』とコンパクト盤『Hits and More 』が発売延期となり、2010年、コロンビアを離れ、Average Joes Entertainment と契約した。2011年10月、『Rebels on the Run 』を、2012年10月、コンパクト盤『Friends and Family 』を発表した。

## 経緯
1963年9月30日、ケンタッキー州ダンヴィルでジェラルド・エドワード・モンゴメリー(エディ)が、1967年4月5日、ケンタッキー州レキシントンでトロイ・ジェントリーが生まれた。モンゴメリーが13歳の時、両親のバンドであるハロルド・モンゴメリー・アンド・ザ・カントリー・エクスプレスでドラムの演奏をしていた。1990年、モンゴメリーは弟ジョン・マイケル・モンゴメリーおよびトロイ・ジェントリーと共にバンド、アーリー・タイムズを結成した。アーリー・タイムズ解散後、モンゴメリー兄弟とジェントリーはジョン・マイケルがリード･ヴォーカルを務めるヤング・カントリーで短期間演奏していた。1990年代初頭、ジョン・マイケルがソロ活動をするため離脱した。1994年、ジェントリーはジム・ビーム・ナショナル・タレント・コンテストで優勝し、パティ・ラヴレスやトレイシー・バードの前座を務めた。当初ジェントリーはソロで活動することを望んでいたが叶わず、エディ・モンゴメリーと共にデュースというデュオを結成し、地元のナイトクラブで演奏した。後に名称をモンゴメリー・ジェントリーに変え、1999年、コロムビア・レコードのナッシュビル部門と契約した。

## ディスコグラフィ

### アルバム
- Tattoos & Scars (1999年)
- Carrying On (2001年)
- My Town (2002年)
- You Do Your Thing (2004年)
- Some People Change (2006年)
- Back When I Knew It All (2008年)
- Rebels on the Run (2011年)